# Valsartán
El valsartán o valsartano es un medicamento antihipertensivo con capacidad selectiva de ser antagonista de los receptores de angiotensina II, actuando sobre los receptores AT1. Por esta razón se le considera un medicamento de la familia "ARA II" o Antagonista de los Receptores de Angiotensina II. Al bloquear la acción de la angiotensina, valsartán dilata las paredes de las arterias causando la reducción de la presión arterial. Se utiliza para el tratamiento de la hipertensión arterial leve a moderada de diferentes etiologías, enfermedad congestiva y postinfarto agudo de miocardio. El empleo de valsartán puede reducir el periodo de hospitalización en casos de enfermedad congestiva. Fue aprobado por la FDA en diciembre del año 1996.

## Administración
Se presenta como un medicamento oral en pastillas fácilmente divisibles, conteniendo unos 40 mg (poco frecuente), 80 mg, 160 mg o 320 mg de valsartán. Las dosis habituales diarias se encuentran en el rango que va desde 40 a 320 mg. En algunos mercados se presenta valsartán en cápsulas de gelatina o recubiertos de película en cápsulas de 40 mg, 80 mg o 160 mg de valsartán. La dosis máxima es de 320 mg diarios. La máxima reducción de la presión arterial se produce a las cuatro semanas de tratamiento. En el caso de que se administre el medicamento por fallo congestivo, la dosis es de 40 mg dos veces al día. Las dosis pueden ser incrementadas a 80-160 mg dos veces al día. Existen comercializaciones de valsartán que se combinan con hidroclorotiazida y se prescriben sólo en casos de hipertensión.

### Interacciones
El empleo de valsartán en combinación con diuréticos ahorradores de potasio (como puede ser la espironolactona) puede producir hiperpotasemia (elevados niveles de potasio en sangre). El valsartán en combinación con suplementos de potasio puede causar los mismos efectos de hiperpotasemia. En los casos de insuficiencia cardiaca se suele monitorizar periódicamente la actividad de los riñones, comprobando que no haya insuficiencia cardiaca. No se recomiendan dosis mayores de 80 mg cuando el paciente presente problemas hepáticos.
Si el paciente ha sido tratado de un ataque cardiaco, no se recomienda la combinación con inhibidores de la ECA (se trata de una medicación empleada en el tratamiento del ataque cardiaco). Se ha comprobado que el empleo simultáneo de un antiinflamatorio no esteroideo, como puede ser la aspirina o ibuprofeno, en algunos casos disminuye los efectos del valsartán.

### Usos
Se emplea en el tratamiento de la hipertensión arterial leve a moderada de diferentes etiologías, enfermedad cardiaca congestiva y postinfarto agudo de miocardio, entendiéndose como reciente entre las 12 horas y los 10 días. Este medicamento puede utilizarse también como protector de los riñones en casos de diabetes.

### Nombres comerciales
- Dabix (Valsartán/Clortalidona)
- Amval (Amlodipino/Valsartán)
- Amval H (Amlodipino/Valsartán/Hidroclorotiazida)

## Propiedades

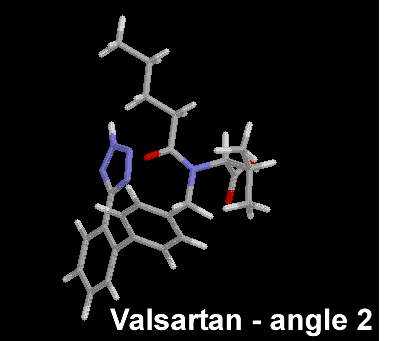
Ángulo alternativo de la estructura molecular del valsartán.

El valsartán disminuye la presión arterial. La angiotensina II es una sustancia del cuerpo que disminuye el diámetro de los vasos sanguíneos, causando un aumento de la presión arterial. Valsartán actúa bloqueando el efecto de la angiotensina II. Como consecuencia, los vasos sanguíneos se relajan y la presión arterial disminuye. Es un derivado de los antagonistas de la angiotensina II, que desarrolla un efecto antihipertensivo sistodiastólico gradual y sostenido con una sola dosis diaria. Es un antagonista competitivo de la angiotensina II (AT II), el cual compite sobre el receptor del tipo AT1 localizado en las células musculares lisas del corazón, riñón, cerebro, pulmón e hipófisis. A través del receptor AT1, la angiotensina II bloquea los canales de potasio y estimula los canales del calcio. El valsartán es en realidad un compuesto no heterocíclico; en el imidazol de losartán se ha reemplazado por una acilación de aminoácidos.
Su biodisponibilidad es del 23%, circulando por plasma unido a las proteínas séricas (94%-97%). Su ingesta con alimentos reduce la absorción un 40%, pero no disminuye sus efectos hipertensivos. El ARA II con mayor biodisponibilidad es el irbesartán. El efecto se manifiesta dentro de las dos horas siguientes y la máxima normalización tensional se consigue entre dos y cuatro semanas después. Se elimina por la orina (30%) y principalmente por las heces (70%) como compuesto inalterado. Valsartán no se acumula en el cuerpo durante la ingesta prolongada.

## Efectos secundarios reales
El valsartán es generalmente bien tolerado. Se han observado mareos, artralgias, fatiga, náuseas, diarrea, dolor abdominal y sarpullido. En casos muy raros puede asociarse con reducciones de la hemoglobina, el hematócrito y los neutrófilos. Se ha comprobado que el empleo de valsartán no disminuye el deseo sexual en pacientes hipertensos.

## Contraindicaciones
- Embarazo: el empleo de valsartán está contraindicado durante el embarazo. Tan pronto como se detecte el embarazo, la administración de valsartán debe finalizar. Si se está pensando en tener un niño, resulta aconsejable consultar con el médico.
- Lactancia: No se recomienda debido a que valsartán se excreta en la leche de la lactancia.